# Queen of the Night Clubs
Queen of the Night Clubs é um filme pre-Code estadunidense de 1929, dos gêneros drama musical e suspense, dirigido e produzido por Bryan Foy, e estrelado pela lendária anfitriã de boate Texas Guinan. A produção foi distribuída pela Warner Bros. O filme, que contou com participações de Eddie Foy, Jr., Lila Lee e George Raft, agora é considerado perdido. Um trailer ainda existente do filme não exibe nenhum clipe do longa.

## Sinopse
Depois de trabalhar como anfitriã na boate de Nick (Jimmy Phillips) e Andy (Arthur Housman), Texas "Tex" Malone (Texas Guinan) deixa seu emprego e abre o próprio clube. Procurando por uma garota talentosa para se apresentar na atração de abertura, Tex contrata Bea Walters (Lila Lee) e, assim, consegue formar o primeiro ato, com Bea e Eddie Parr (Eddie Foy, Jr.).
Andy maldosamente mata o amigo de Tex, Don Holland (John Davidson), e o jovem Eddie é preso pelo crime com base em provas circunstanciais. Tex então descobre, de acordo com Phil (Jack Norworth), seu marido, que Eddie é seu filho perdido há muito tempo.
No julgamento, Tex chega à defesa e consegue convencer um membro do júri que há dúvida razoável da culpa de Eddie. O júri vai ao clube de Tex, onde Tex descobre uma evidência que liga Andy conclusivamente ao assassinato. Eddie é libertado, e Tex e Phil viajam juntos para uma segunda lua de mel.

## Elenco
- Texas Guinan como Texas "Tex" Malone
- John Davidson como Don Holland
- Lila Lee como Bea Walters
- Arthur Housman como Andy Quinland
- Eddie Foy, Jr. como Eddie Parr
- Jack Norworth como Phil Parr
- George Raft como Gigola
- Jimmy Phillips como Nick
- William B. Davidson como Promotor Assistente
- John Miljan como Advogado Grant
- Lee Shumway como Crandall
- Joseph Depew como Roy
- Charlotte Merriam como Garota

## Produção
O filme foi estrelado pela lendária anfitriã de boate e atriz de cinema mudo Texas Guinan como Texas Malone, uma personagem obviamente baseada em si mesma.
A Warner Bros. contratou Guinan para fazer o filme em 15 de agosto de 1928. Jack Norworth, John Davidson e Eddie Foy, Jr. foram contratados no elenco de apoio.
Guinan havia recentemente excursionado por Los Angeles. De acordo com o obituário de George Raft, Raft fez sua estreia no cinema como dançarino, mas suas cenas foram cortadas da versão final do filme. No entanto, a Variety fez uma crítica que dizia que "a cena do clube noturno apresenta George Raft como um líder de banda e mestre de cerimônia, sendo derrubado por uma de suas especialidades".
As filmagens começaram em setembro de 1928, e terminaram em novembro.

## Recepção
O filme foi chamado de medíocre pelos críticos. Mordaunt Hall, em sua crítica para o The New York Times, chamou-o de "um suspense um tanto divertido", embora ele tenha achado o final "amadoramente forçado".
A revista Variety escreveu: "Tex não tem muito a fazer, mas faz algo com o que tem muito bem. Ela é seu eu natural em todos os momentos, leve e animada ... John Davidson como Holland se fez completamente odiado ... As potencialidades do sensacionalismo são ilimitadas. Os camponeses vão atrás dela como literatura não expurgada".
O Film Daily o chamou de "chato e desinteressante", escrevendo: "Este filme foi construído exclusivamente para dar a Tex Guinan a chance de mostrar como ela administra sua boate da Broadway, mas isso já foi feito com tanta frequência e muito melhor em outros filmes da vida noturna que este nem sequer empolga". John Mosher, do The New Yorker, expressou decepção, escrevendo: "Para nossa surpresa e para nosso pesar, a Srta. Guinan não carrega o filme com tanta coragem quanto parece que faria".

### Bilheteria
De acordo com os registros da Warner Bros., o filme arrecadou US$ 459.000 nacionalmente e US$ 13.000 no exterior, totalizando US$ 472.000 mundialmente.

## Preservação
- Nenhum elemento do filme existe. A trilha sonora completa (exceto o primeiro rolo), no entanto, sobrevive em discos Vitaphone.[15]

- Um clipe do filme com Guinan e Raft foi incorporado em "Winner Take All" (1932), uma das primeiras produções que James Cagney participou.

- Breve filmagem de Guinan gritando: "Olá, otários!" em um restaurante (ou talvez em sua boate), aparece na série da HBO dos anos 80, "Yesteryear...1927", apresentada por Dick Cavett. Essa série documental teve Cavett cobrindo um determinado ano de cada década, de 1917 a 1969. Como este episódio de "Yesteryear" foi de cerca de 1927, a filmagem de Guinan poderia ser filmagens de um cinejornal em 1927, ou filmagens existentes de "Queen of the Night Clubs" em 1929 (a mesma filmagem em "Winner Take All").